# Paul-Armand Challemel-Lacour

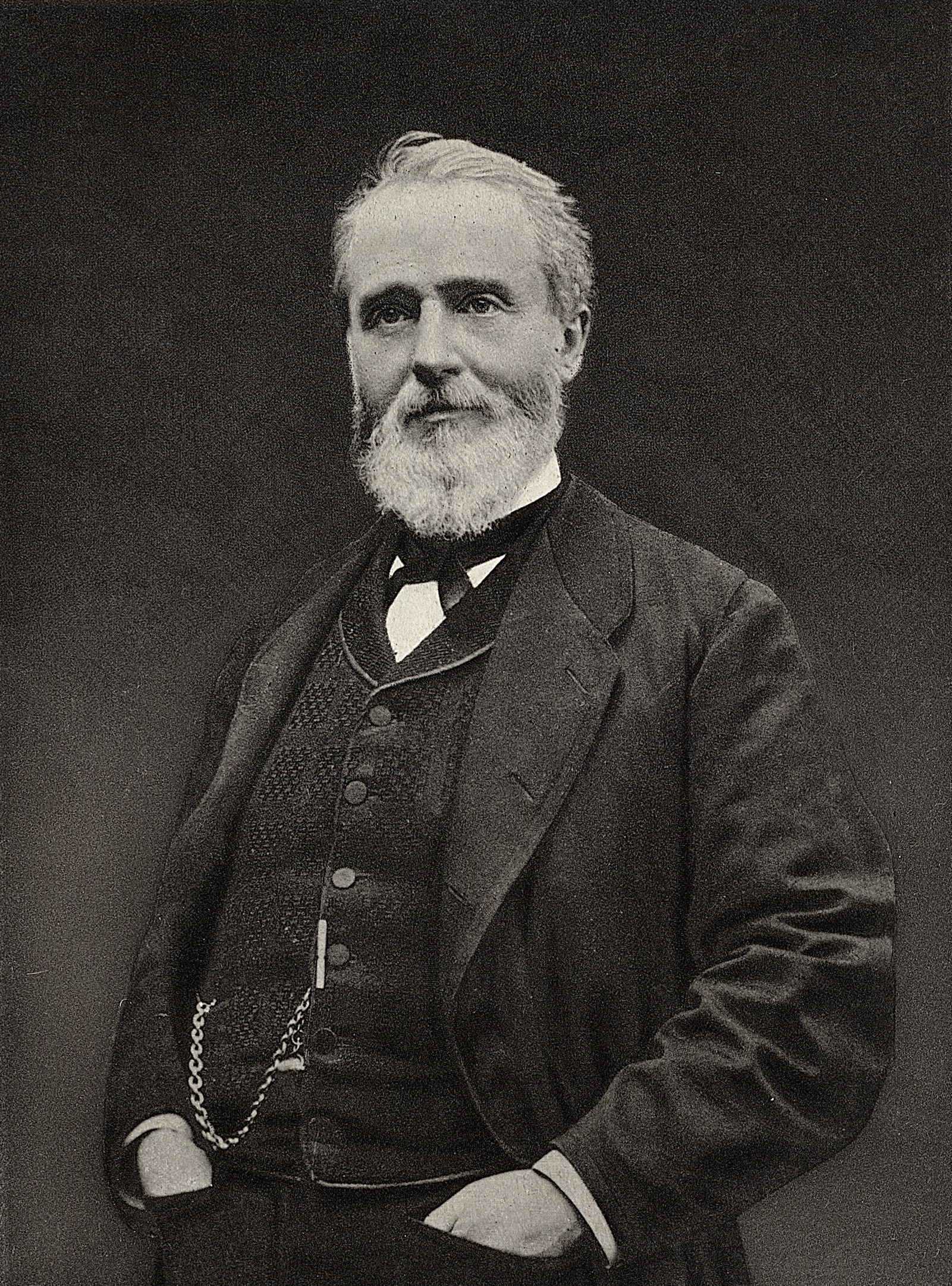
Paul-Armand Challemel-Lacour

Paul-Armand Challemel-Lacour (Avranches 19 mei 1827 - Parijs, 26 oktober 1896) was een Frans minister, voorzitter van de Senaat en lid van de Académie française.

## Familie
De familie Challemel behoorde tot de oude Franse bourgeoisie. Ze was vanaf de zeventiende eeuw bekend in Magny-le-Désert (Orne), waar verschillende leden van die familie officiële functies uitoefenden (koninklijk raadgever, procureur, advocaat, notaris, deurwaarder).

## Levensloop

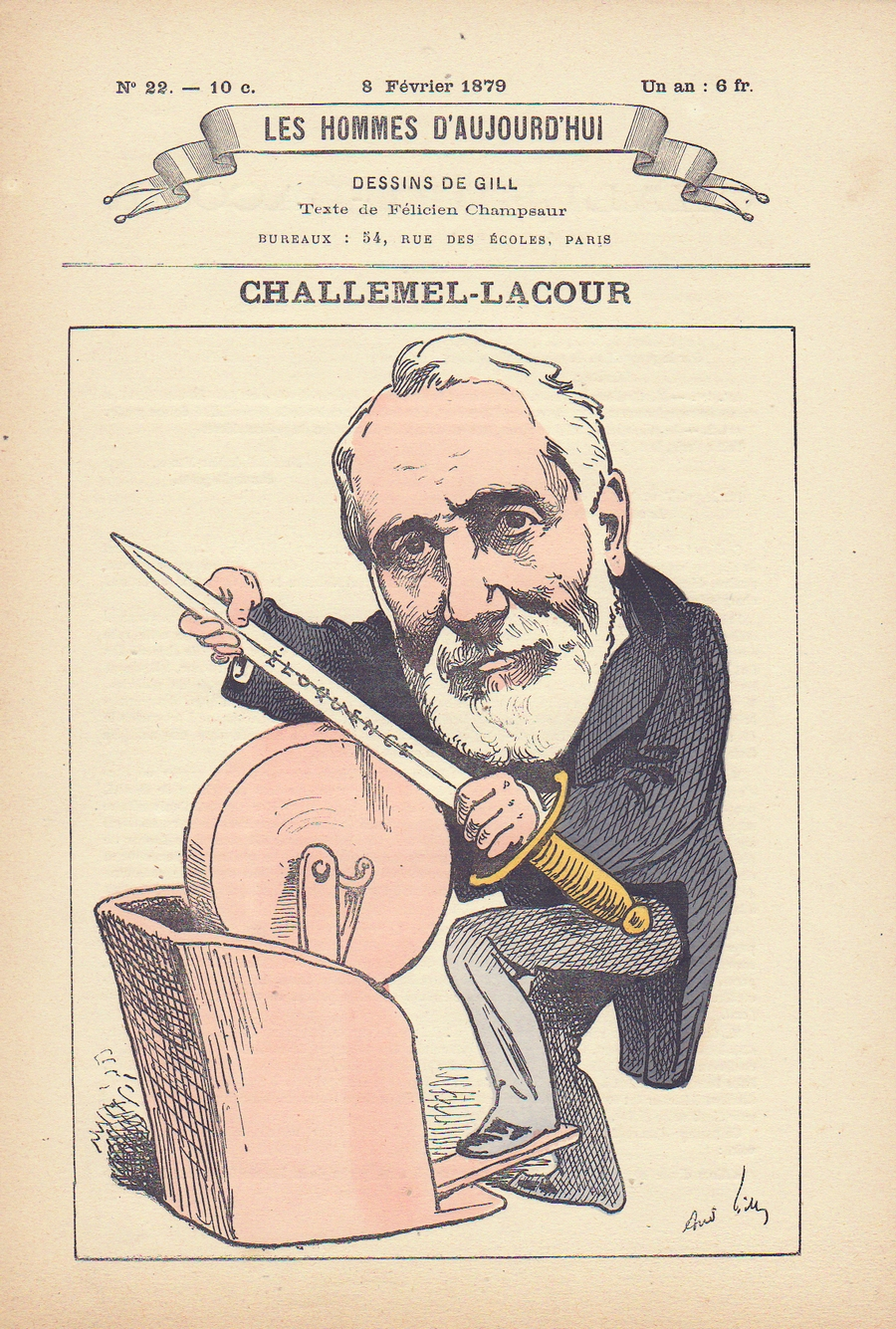
Karikatuur van Challemel-Lacour door André Gill (1879).

Paul Challemel-Lacour studeerde aan de École normale supérieure en behaalde de eerste prijs voor wijsbegeerte in 1849. Hij werd leraar wijsbegeerte in Pau en in Limoges.
Bekend om zijn republikeinse overtuiging werd hij gearresteerd na de staatsgreep van 2 december 1851 door Napoleon III. Na zijn vrijlating ondernam hij reizen doorheen Europa, gaf hij spreekbeurten in België en werd hij leraar letterkunde in Zürich in 1856. 
Na de algemene amnestie van 1859 keerde hij naar Frankrijk terug. Hij werd verhinderd les te geven en leefde van zijn pen. Hij verzekerde de letterkundige kritiek in Le Temps, bestuurde de Revue des deux Mondes en de Revue politique et littéraire.
En 1866 sloot hij zich aan bij de door Jean Macé opgerichte Ligue de l'Enseignement, die de rijksscholen wilde promoveren. Hij vond er andere personaliteiten, zoals Jules Ferry, Henri Brisson, Emile Littré, Charles Renouvier. Zoals hijzelf behoorden ze allen tot de vrijmetselarij.
In september 1870, na de val van het Tweede Franse Keizerrijk en de afkondiging van de Derde Franse Republiek, werd hij tot prefect benoemd voor het departement Rhône. Hij gaf zijn akkoord voor de uitwijzing van de Broeders van de Christelijke Scholen, maar werd hiervoor door het hof van beroep in Dijon veroordeeld in 1879.
In 1872 werd hij verkozen tot volksvertegenwoordiger en in 1876 tot senator. Hij was een vurig verdediger van Gambetta. Uiterst links in het begin van zijn parlementaire activiteiten, evolueerde hij naar een meer gematigde houding. 
In 1879 werd hij benoemd tot Frans ambassadeur in Bern en in 1880 in Londen. In 1882 nam hij ontslag en in 1883 werd hij benoemd tot minister van Buitenlandse Zaken in de regering van Jules Ferry, maar nam nog hetzelfde jaar ontslag.

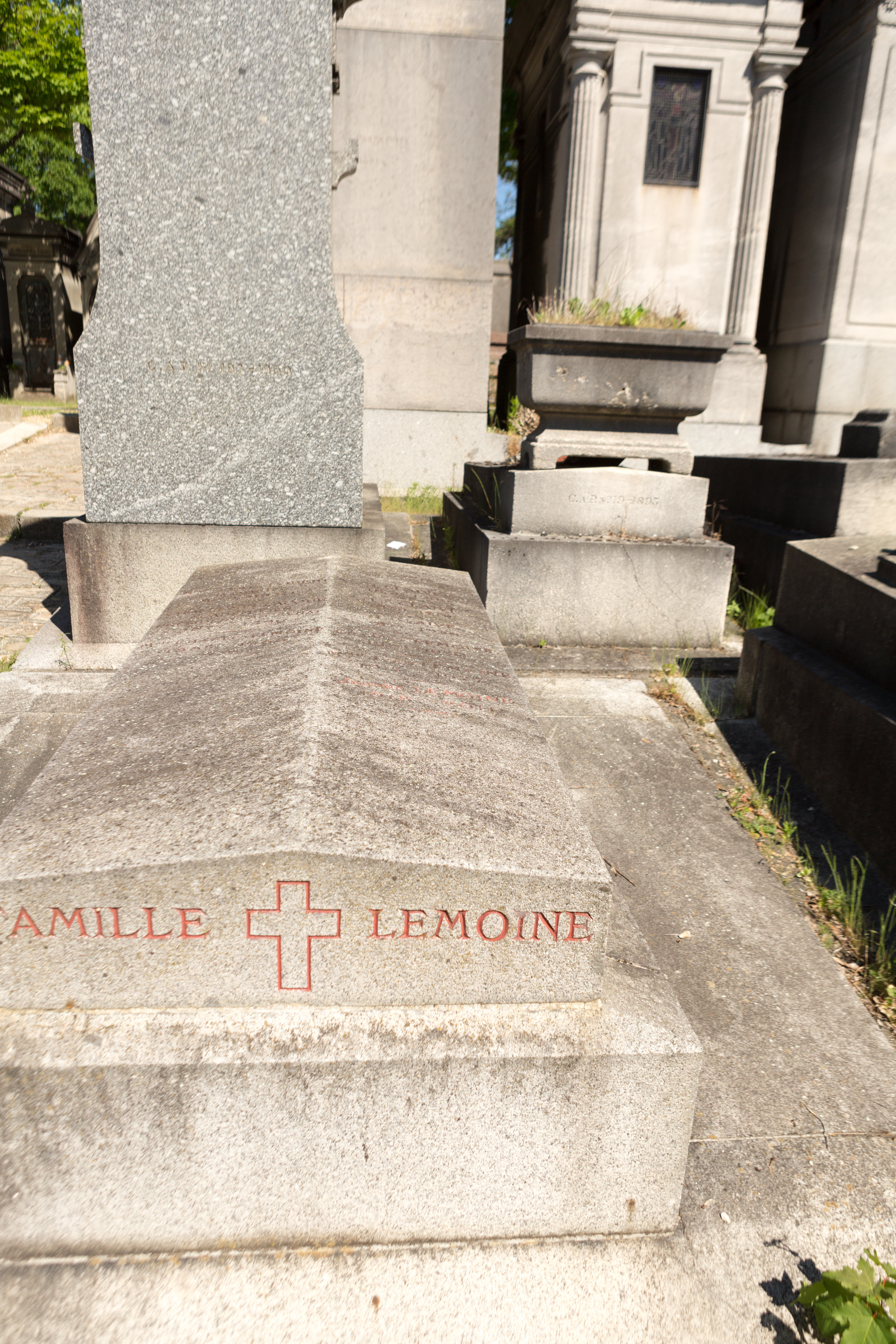
Begraafplaats Challemel-Lacour op het kerkhof Père-Lachaise

In 1890 werd hij ondervoorzitter van de Senaat en in opvolging van Jules Ferry, werd hij in 1893 voorzitter, tot aan zijn ontslag voor gezondheidsredenen in 1896.
Hij werd verkozen tot lid van de Académie française in 1893. Naast zijn eigen werken, vertaalde hij ook werk van anderen en zorgde hij voor de publicatie van de werken van Louise d'Épinay.
Hij werd begraven op de Parijse begraafplaats Père-Lachaise.

## Eerbetoon
- In Avranches en Lyon werden straten en een college genoemd naar Challemel-Lacour.

## Publicaties

### Eigen werk
- 1864 La Philosophie individualiste, étude sur Guillaume de Humboldt, Parijs.
- 1866 Le Salon de 1866, Parijs.
- 1870 Un bouddhiste contemporain en Allemagne, Arthur Schopenhauer, Parijs, Revue des Deux Mondes.
- 1897 Œuvres oratoires, Parijs, C. Delegrave.
- 1901 Études et réflexions d’un pessimiste, Parijs, Charpentier.
- 1993 Études et réflexions d’un pessimiste, gevolgd door Un bouddhiste contemporain en Allemagne, Arthur Schopenhauer, Parijs, Fayard.

### Vertalingen
- 1861 Heinrich Ritter, Histoire de la philosophie moderne, vertaald uit het Duits door P. Challemel-Lacour, Parijs, Ladrange.
- 1861 Richard Wagner, Quatre Poèmes d’opéras, anonieme vertaling door Paul-Armand Challemel-Lacour.
- 1914 Giacomo Leopardi, Paradoxes philosophiques, vertaald uit het Italiaans door Paul-Armand Challemel-Lacour, met een voorwoord, Parijs, Champion.

### Redactiewerk
- 1869 Louise Florence Pétronille Tardieu d'Esclavelles d'Épinay, Lettres à mon fils, geredigeerd door Paul-Armand Challemel-Lacour, Parijs, A. Sauton.